# Schweinfurt
Pour les articles homonymes, voir Schweinfurt (homonymie).
Schweinfurt est une ville allemande qui fait partie du district de Basse-Franconie en Bavière. Important site industriel, avec son port du Main, c’est la troisième ville de la région après Wurtzbourg et Aschaffenbourg. Bien que siège administratif de l'arrondissement de Schweinfurt, elle forme une ville-arrondissement à elle seule.
Ville historique, elle fut mentionnée la première fois en l'an 791 et détient pendant des siècles les droits d'une ville libre d'Empire. Schweinfurt est également un centre de l'humanisme : en 1652, la société savante de l'Académie Léopoldine y est créée par le médecin Johann Lorenz Bausch, avant même la Royal Society et l'Académie des sciences.

## Histoire
| Appartenances historiques Duché de Franconie 906–1196 Saint-Empire (Ville libre) 1254–1803 Électorat de Bavière 1803–1806 Royaume de Bavière 1806–1810 Grand-duché de Wurtzbourg 1810–1814 Royaume de Bavière 1814–1871 Empire allemand 1871–1918 République de Weimar 1918–1933 Reich allemand 1933–1945 Allemagne occupée 1945–1949 Allemagne de l'Ouest 1949–1990 Allemagne 1990–présent |

Le fief de Suinuurde est documentée en 720 déjà ; le lieu de Suuinfurtero marcu apparaît pour la première fois dans un acte de 791. Son nom a évolué au cours du temps de Suinfurte, Swinvordi, Sweinvort puis Swein et pour finir Schweinfurt. Le nom latin Porcivadum correspondait au sens d’un « gué où les cochons s'arrêtent ».
Au Xe siècle, le comte Berchtold de Schweinfurt (mort en 980), possiblement un descendant du duc Arnulf Ier de Bavière, fit construire un château au-dessus du Main en Franconie. Partisan de l'empereur Otton Ier, il est nommé margrave du Nordgau et le chef d'une puissante famille, à qui appartenait également son fils le comte Henri de Schweinfurt (mort en 1017), Otton III de Schweinfurt (mort en 1057), duc de Souabe, et Judith de Schweinfurt (morte en 1058), épouse du duc Bretislav Ier de Bohême.
Ville historique avec 1 200 ans d’histoire, Schweinfurt est une ancienne ville impériale du temps du Saint-Empire romain. 
Les industries de roulement à billes de Schweinfurt (Kugelfischer-Georg-Schäfer, Fichtel & Sachs et Vereinigte-Kugelagerfabriken (Usines de roulements à billes réunies) ont été la cible de violentes attaques aériennes pendant la Seconde Guerre mondiale lors de l'opération Double Strike.
La ville a été incorporée aux territoires réorganisés de la République fédérale d'Allemagne après la seconde guerre mondiale. À partir de 1945, des forces de l’US Army stationnent dans la région. De 2008 à 2013, la 172e brigade d’infanterie américaine y est encasernée.

## Principales curiosités
- Un Hôtel de Ville de style Renaissance qui compte parmi les plus beaux édifices de ce type en Allemagne du Sud,
- Des églises remarquables : St. Johannes, le « Schrotturm », l’église de St. Kilian.
- Des musées Georg Schäfer et Otto Schäfer remarquables : le musée Georg-Schäfer a été ouvert le 23 septembre 2000 par lui-même. Il regroupe des œuvres importantes de la peinture allemande ancienne.
- Le monument Friedrich Rückert au milieu de la place du marché. Friedrich Rückert, est un célèbre fils de Schweinfurt, poète et orientaliste, qui est également lié à l’industrie et au développement des produits industriels de renommée internationale de Schweinfurt, tels que les paliers à rouleaux et les roulements à billes.
- Ce monument est le point de départ d’un sentier de randonnée de 140 km, dénommé « Friedrich-Rückert-Wanderweg ».

## Jumelages
La ville de Schweinfurt est jumelée avec :
- Motherwell (Écosse) depuis 1962
- Châteaudun (France) depuis 1964
- Seinäjoki (Finlande) depuis 1979
- Carcassonne (France)

## Personnalités liées à la ville
- Jean Cuspinien (1473–1529), humaniste, médecin, historien et poète ;
- Johann Lorenz Bausch (1605–1665), médecin ;
- Johann Lorenz Bach (1695–1773), compositeur ;
- Johann Elias Bach (1705–1755), compositeur ;
- Friedrich Rückert (1788-1866), poète, traducteur, orientaliste et professeur ;
- Philipp Moritz Fischer (1812-1890), inventeur ;
- Theodor Fischer (1862-1938), architecte et enseignant ;
- Albert Betz (1885-1968), physicien ;
- Karl Astel (1898-1945), scientifique raciste ;
- Ludwig Geyer (1904–1992), coureur cycliste ;
- Giselher Wirsing (1907–1975), économiste, journaliste et auteur ;
- Albin Kitzinger (1912–1970), footballeur ;
- Andreas Kupfer (1914–2001), footballeur ;
- Edi Ziegler (1930–2020), coureur cycliste ;
- Paul Maar (né en 1937), écrivain ;
- Ursula Strätz (1940–2011), actrice ;
- Remig Stumpf (1966–2019), coureur cycliste ;
- Michael Wollny (né en 1978), pianiste de jazz ;
- Robert Weissenbacher (né en 1983), peintre ;
- Stephan Schröck (né en 1986), footballeur ;
- Johannes Geis (né en 1993), footballeur ;
- Dominik Bokk (né en 2000), joueur de hockey sur glace.